# BUJDA
《BUJDA》는 폴란드의 가수 사나의 두 번째 익스텐디드 플레이(EP)이다. 2020년 10월 23일 매직 레코드와 유니버설 뮤직 폴란드에서 발매되었다. 8곡이 수록되어 있으며, 선공개 싱글인 〈Projekt nieznajomy nie kłamie〉는 다비다 포트시아드위 노래의 메들리 노래이며, 〈Róże〉는 코로나19 범유행으로 집에서 녹음한 데모 버전이다. 콤팩트 카세트와 음반 형태로 발매되었다.
《BUJDA》는 폴란드 음반 차트인 OLiS에 27위에 올랐다. 이 음반의 홍보는 2020년 8월부터 시작되었으며, 리드 싱글인 〈No Sory〉가 발매되었다. 2020년 10월 9일 두 번째 싱글 〈Pożal się God〉이 발매되었으며, 얼마 후 타이틀 트랙 〈Bujda〉가 발매되었다.

## 트랙 리스트
| #            | 제목                              | 작사                                 | 작곡                                                                                       | 재생 시간 |
| ------------ | --------------------------------- | ------------------------------------ | ------------------------------------------------------------------------------------------ | --------- |
| 1.           | 〈No Sory〉                       | 사나, 야쿠프 갈린스키                | 사나, 야쿠프 갈린스키                                                                      | 4:23      |
| 2.           | 〈Oczy〉                          | 사나, 마그달레나 부이치크            | 사나, 야쿠프 갈린스키                                                                      | 3:50      |
| 3.           | 〈Duszki〉                        | 사나, 마그달레나 부이치크            | 사나, 폴 월리                                                                              |           |
| 4.           | 〈Bujda〉                         | 사나, 마그달레나 부이치크            | 사나, 토마스 마틴 릿헤드도허티                                                             | 3:01      |
| 5.           | 〈Pożal się Boże〉                | 사나                                 | 사나, 토머스 마틴 릿헤드도허티, 에드워드 릿헤드도허티                                      | 3:36      |
| 6.           | 〈Projekt nieznajomy nie kłamie〉 | 다비트 포트시아드워, 카롤리나 코자크 | 다비트 포트시아드워, 보그단 콘트라츠키, 바르토시 지에지츠, 도미니츠 부치코프스키보이타셰크 | 2:52      |
| 7.           | 〈Róże〉                          | 사나, 마그달레나 부이치크            | 사나, 야쿠프 갈린스키                                                                      | 4:28      |
| 8.           | 〈No Sory (얼터너티브 버전)〉     | 사나, 야쿠프 갈린스키                | 사나, 야쿠프 갈린스키                                                                      | 4:29      |
| 총 재생 시간 | 총 재생 시간                      | 총 재생 시간                         | 총 재생 시간                                                                               | 30:24     |

### 노트
- 〈Duszki〉, 〈Projekt nieznajomy nie lie〉, 〈Róże〉 등의 노래는 모두 소문자로 표기하지만, 타이틀 트랙인 〈Bujda〉는 대문자로 표현한다.
- 노래 〈Projekt nieznajomy nie liar〉는 다비트 포트시아드워의 노래를 메들리 송으로 표현한 것이다.
- 다비트 포트시아드워와의 대화가 〈Oczy〉에서 등장한다.

## 차트
| 지역   | 리스트 (2020) | 최고 순위 |
| ------ | ------------- | --------- |
| 폴란드 | OLiS          | 27        |
| 폴란드 | OLiS - 비닐   | 3         |